# Острови Адміралтейства
Адміралте́йства острови́ — група коралових та вулканічних островів Меланезії, на північний схід від Нової Гвінеї.
Загальна площа 2170 км²; населення — 16 200 осіб (1957); 50 321 особа (2011).
Головний острів — Манус.
Острови Адміралтейства відкрив голландський мореплавець Віллем Схаутен в 1616 році і назвав їх «21 острів». У 1767 Філіп Картерет дав їм сучасну назву.
Корінне населення — папуаси.

## Економіка
Вивіз бавовни, перлів, перламутру.

## Приналежність
Належать до Папуа Нової Гвінеї.

## Цікавинки
Існують суттєві відмінності гендерних культур за типом статевої моралі. Найбільш загальний принцип класифікації культур за типом їх статевої моралі, прийнятий в етнографічній літературі, це розподіл їх на антисексуальні типи і просексуальні типи, або репресивні (суворі) і пермісивні (терпимі). Приклад репресивної антисексуальної моралі — мікронезійці, що заселяють острови Яп (західна частина Каролінських островів). Ці люди не вважали секс гріхом, але вірили, що статеве життя шкідливе. Негативне ставлення до сексуальності характерне і для традиційної культури папуасів племені манус (острови Адміралтейства).
(Статева диференціація // Москаленко В. В. Соціальна психологія. Підручник. Видання 2-ге, виправлене та доповнене — К.: Центр учбової літератури, 2008. — 688 с. — ISBN 978-966-364-591-9)